# تندیس حافظ بهترین مجموعه تلویزیونی جشن دنیای تصویر
تندیس حافظ بهترین مجموعه تلویزیونی  یکی از جوایز سالانه‌ جشن حافظ است که به بهترین مجموعه تلویزیونی درام یا کمدی محصول صداوسیما یا شبکه نمایش خانگی اهدا میشود.مهران مدیری با کارگردانی ۳ سریال که موفق به دریافت این جایزه شده‌اند، در این زمینه رکورددار است.

## فهرست
| دوره | سال  | سریال            | تهیه‌کننده                     | کارگردان          |
| ---- | ---- | ---------------- | ----------------------------- | ----------------- |
| ۶    | ۱۳۸۱ | برنده نداشت      |                               |                   |
| ۷    | ۱۳۸۲ | هزاران چشم       | محمد مسعود                    | کیانوش عیاری      |
| ۸    | ۱۳۸۴ | روشن‌تر از خاموشی | حسن بشکوفه                    | حسن فتحی          |
| ۹    | ۱۳۸۵ | شب‌های برره       | حسن شکوهی و محسن چگینی        | مهران مدیری       |
| ۱۰   | ۱۳۸۶ | نرگس             | ایرج محمدی و مهران مهام       | سیروس مقدم        |
| ۱۱   | ۱۳۸۸ | روزگار قریب      | کیانوش عیاری                  | کیانوش عیاری      |
| ۱۲   | ۱۳۹۰ | قهوه تلخ         | مجید آقاگلیان و حمید آقاگلیان | مهران مدیری       |
| ۱۴   | ۱۳۹۳ | شاهگوش           | مهران برومند و سیدمحمد امامی  | داوود میرباقری    |
| ۱۵   | ۱۳۹۴ | کلاه قرمزی ۹۳    | حمید مدرسی                    | ایرج طهماسب       |
| ۱۶   | ۱۳۹۵ | شهرزاد           | سیدمحمد امامی                 | حسن فتحی          |
| ۱۷   | ۱۳۹۶ | لیسانسه‌ها        | رضا جودی                      | سروش صحت          |
| ۱۸   | ۱۳۹۷ | پایتخت ۵         | الهام غفوری                   | سیروس مقدم        |
| ۱۹   | ۱۳۹۸ | بانوی عمارت      | مجید مولایی                   | عزیزالله حمیدنژاد |
| ۲۰   | ۱۳۹۹ | هیولا            | مهران مدیری و سیدمصطفی احمدی  | مهران مدیری       |
| ۲۱   | ۱۴۰۰ | زخم کاری         | محمدرضا تخت‌کشیان              | محمدحسین مهدویان  |
| ۲۲   | ۱۴۰۲ | پوست شیر         | نوید محمودی و فیلم نت         | جمشید محمودی      |
| ۲۳   | ۱۴۰۳ | در انتهای شب     | محمد یمینی                    | آیدا پناهنده      |

## منبع
1. ↑  «سایت رسمی جشن حافظ».